# 寶傑

寶潔的標誌

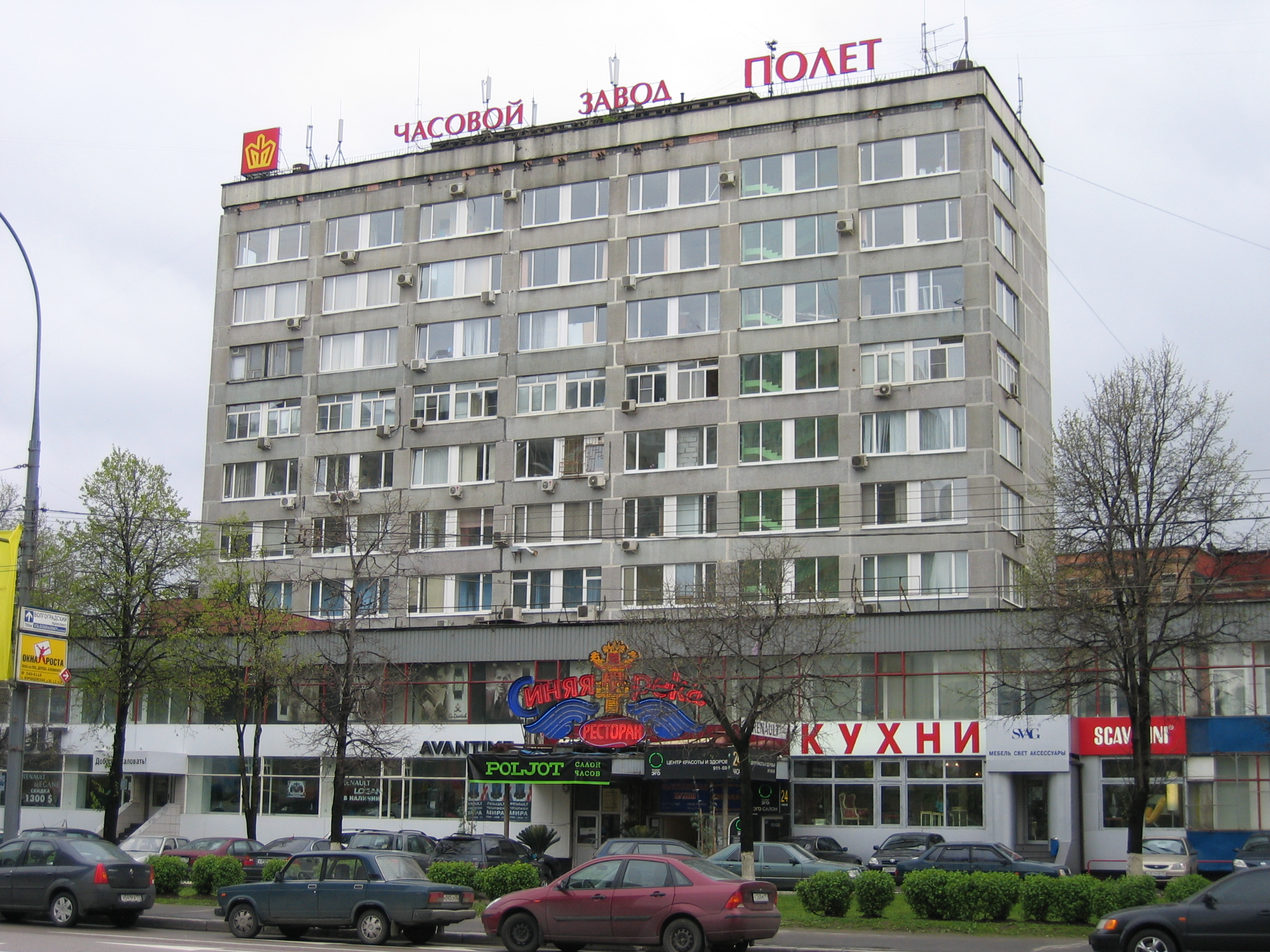
位於莫斯科總公司

寶傑（俄语：Полёт，意為「飛行」），俄羅斯鐘錶品牌，由莫斯科第一鐘錶廠生產。莫斯科第一鐘錶廠是蘇聯規模最大，專以生產高精密度的機械鐘錶，產品包括：機械計時碼錶、超薄自動機械錶、超薄手錶及航海鐘等。
寶傑的手錶使用莫斯科第一鐘錶廠自產的手錶機芯為主，亦採用閃電牌的懷錶機芯作為手錶使用。但近年慢慢開始使用進口機芯，包括有瑞士ETA的7750, 2824及2836等。

## 名稱的由來
1961年蘇聯人加加林成為世界第一個太空人，而他升空時配帶的手錶，就是莫斯科第一鐘錶廠生產的Shturmanskie，因此莫斯科第一鐘錶廠成為了世界第一所有能力生產航天手錶的廠商；自此以後，莫斯科第一鐘錶廠生產的手錶，大部份都是以寶傑為品牌。

## 現在的寶傑
自1991年蘇聯瓦解以後，寶傑分別由兩所不同的工廠所生產：分別有烏克蘭的基輔鐘錶廠（俗稱烏克蘭寶傑）及莫斯科第一鐘錶廠。但於2004年，莫斯科第一鐘錶廠被分拆出售，例如俄羅斯的鐘錶生產商Maktime收購了3133系列計時碼錶機芯的生產設備，奇斯托波爾鐘錶廠亦收購了其2612鬧錶機芯的生產工具，自此莫斯科第一鐘錶廠亦正式結束其長達70多年的歷史。
莫斯科第一鐘錶廠的結束並不代表寶傑的結束，現時寶傑的手錶仍然在繼續生產。
但早於在2002年，寶傑的員工成立了Volmax公司，取得了Shturmanskie、Buran及Avaitor等品牌，繼續生產使用3133等機芯的手錶。
另外在德國，也有名為Poljot International的手錶品牌。Poljot International與寶傑本身並無任何關係，但是其手錶的機芯有部份是使用寶傑及閃電牌的俄製機芯。

## 外部連結
- 寶傑的官方網頁 （页面存档备份，存于）
- Volmax的官方網頁（Shturmanskie、Buran及Avaitor）